# مسرح الدراما الأكاديمي الحكومي الأذربيجاني
مسرح أذربيجان الوطني الأكاديمي للدراما – (بالأذرية: Azərbaycan Dövlət Akademik Milli Dram Teatrı) هو مسرح أكاديمي للدراما في باكو، عاصمة أذربيجان.

## التاريخ
في 10 , عام 1873, تم وضع على المعرض «وزير لملك لنكران» لكاتب الشهير ميرز فاتالي أخوندوف.
بنتيجة هذا، تاسس المسرح الوطني المهني، وبعبارة أخرى، المسرح الوطني الأكاديمي للدراما.
تعامل بالصفة القانونية المسرح الوطني من عام 1919 حتى يومنا.
نقل المسرح اسمه دادش بنيادزاده بين عامين (1923-1933) وماشادي عزيزبايوف (1933-1991).

## فعاليته
سمى المسرح الوطني الأكاديمي للدراما منذ عام 1991.
تم تثبيت أمام المسرح النصب التذكاري محمد فضولي في عام 1962.
سمى المسرح بالآسماء المختلفة في السناوات المختلفة: «مسرح الدولة», «المسرح الوطنية المتحدة», «المسرح الدراما الآذربيجاني والتركي».
أنشأ المسرح خلال 125 عام من تاريخه، خيل الممثل والمخرج الكبير بعد إنشاء مدرسة الممثل المخرجات مثل ابولفات وإلى، محمد باي الفندي، حسين أرابلينسكي، جهانغير زينالوف، أبولحسان أنابلي.
فنانين شعب الاتحاد السوفييتي ميرز اغا علييف، سيدقي روهولا، مرزية دافودوفا، ألاسغار أليكبيروف، عادل إسكنديروف، هوكوم غوربانوفا، إسماعيل داغستاني، إسماعيل عثمانلي، محسن سناني، رضا طماسيب (ممثل ومخرج) أجدر سلطانوف، سونا هجييفا، فاطمة كادري، بارات شاكينسكيا، ليلى باديربيلي، كاظم ضياء، مامادالي فاليخانلي، علياغا أغاييف، ميليك داداشوف، علي زينالوف، توفيغ كاظموف (مخرج أفلام)، أليسكر شاريفوف (مخرج)، نجيبا مالكوفا، هاساناغا سالاييف، محماد رزا شيخزامانوف، رزا أفغانلي.
أقيمت في المسرح، عروض على أعمال جعفر جبارلي، وميرزا فاتالي أخوندوف، وعلي باي حسين هينزاد، ونجف باي فيزيروف، وحوسين جاويد، وبيت رحمان، وناريمان ناريمانوف، وإليس إفندييف، والكلاسيكية العالمية مثل شكسبير، وفريدريك شيلر، وبلزاك، وبوشكين، وميخائيل ليرمنتوف، وتولستوي، وغوغول.

## المدارس الممثلات في المسرح الأكاديمي
في المسرح 3 المدارس الفاعلة:
- المدرسة الرومانسية الفاعل
- المدرسة الواقعية الفاعل
- المدرسة الغنائية والنفسية